# Прогулки по воде (фильм)
«Прогулки по воде» (англ. Walk on Water) — фильм израильского режиссёра Эйтана Фокса, снятый в 2004 году.

## Сюжет
Эяль — сотрудник израильской спецслужбы, занимающийся ликвидацией палестинских террористов и розыском нацистских преступников. Однако после очередной успешной операции он находит дома тело жены, покончившей с жизнью. Тогда начальник Эяля Менахем подключает его к поиску немецкого преступника Альфреда Химмельмана. Выясняется, что внучка последнего — Пиа живёт в кибуце в Израиле, и к ней должен приехать младший брат Аксель. Эяля устраивают к юноше в качестве гида.
Первоначально не слишком вдохновлённый этим заданием, израильтянин постепенно становится другом немцев. Между тем, при прослушке выясняется, что Альфред Химмельман жив. Считая, что Эял после смерти жены эмоционально нестабилен, Менахем отправляет его в Германию.
Здесь Аксель встречает своего друга с распростёртыми объятиями. Затем Аксель приглашает Эяля в качестве гостя на родовую виллу, где его отец собирается отпраздновать очередной день рождения. Внешне Химмельманы встречают израильтянина весьма радушно, однако случается то, что предполагал Менахем — в праздничную залу вводят отца хозяина дома — Альфреда Химмельмана. Эяль предлагает своему начальнику выкрасть старика, дабы тот предстал перед судом в Израиле, однако получает указание просто ликвидировать нацистского преступника. Тем временем Аксель, шокированный появлением деда, ищет своего друга и при этом находит секретные документы, из которых понимает, что его друг работает на спецслужбы. Эял возвращается на виллу и проникает в комнату, где лежит Альфред Химмельман, однако он так и не может ввести яд в капельницу старика. Неожиданно появляется Аксель, который сперва гладит деда, а затем отключает его кислородный аппараты и приборы слежения за состоянием.
Проходит два года. Эяль переезжает в кибуц и женится на Пие, у них рождается ребёнок. В перерывах между его баюканием израильтянин пишет письмо Акселю.

## В ролях
| Актёр           | Роль               |
| --------------- | ------------------ |
| Лиор Ашкенази   | Эял                |
| Кнут Бергер     | Аксель Химмельман  |
| Каролина Петерс | Пиа Химмельман     |
| Гидеон Шемер    | Менахем            |
| Карола Ранье    | мать Акселя        |
| Ханнс Цишлер    | отец Акселя        |
| Эрнест Ленарт   | Альфред Химмельман |
| Эяль Розалес    | Йелло              |
| Юсуф Свейд      | Рафик              |
| Имад Ябарин     | дядя Рафика        |